# Freilichtmuseum Norra Berget

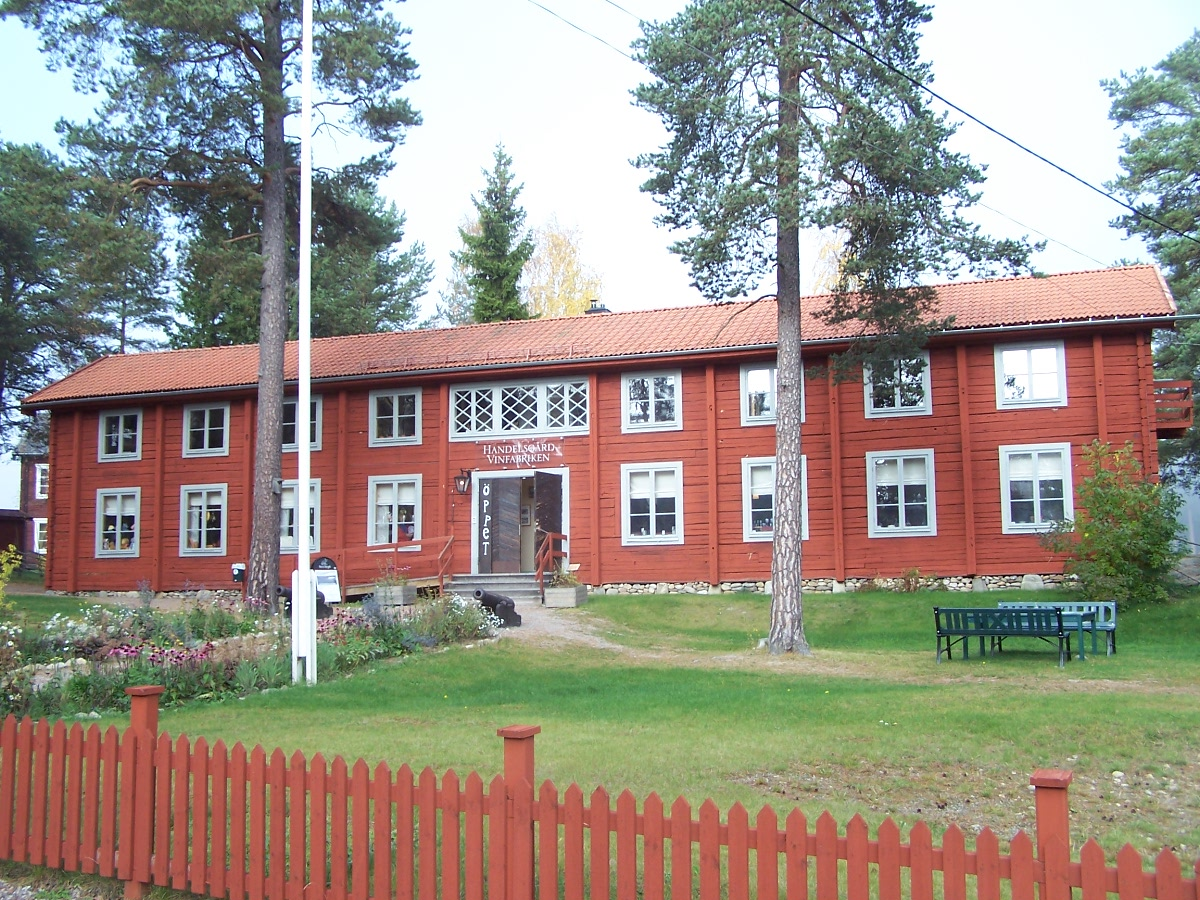
Freilichtmuseum Norra Berget, Vinfabriken (2005)

Das Freilichtmuseum der historischen Provinz Medelpad Norra berget  (nördlicher Berg) liegt in einem Freizeitgelände der schwedischen Stadt  Sundsvall. Das Museum und das Freizeitgelände befinden sich auf einem 115 Meter hohen Berg nördlich von Sundsvall und wurden ab 1906 errichtet.
Das Freilichtmuseum umfasst 40 aus Holz und Fachwerk errichtete Gebäude aus verschiedenen Epochen. Das älteste ist die Holzkirche aus der Gemeinde Haverö, die bis 1645 zu Norwegen gehörte. Die Bauernhöfe stammen meist aus dem 17. und 18. Jahrhundert. Seit 2010 ist das Freilichtmuseum auch eine Bildungseinrichtung, die das ganze Jahr über Feste, Märkte und Vorträge organisiert. Im Freilichtmuseum leben Tiere alter Haustierrassen.
Neben dem Freilichtmuseum existieren heute noch ein Aussichtsturm, ein Hostel, zwei Cafés und das Handwerk- und Schifffahrtsmuseum, das auch Gemälde von Schiffen, Jagdwaffen und einen ausgestopften Skvader  besitzt.